# Muttergottes von der Augenwende
Muttergottes von der Augenwende (en español: Nuestra Señora de los ojos que giran) es una advocación mariana asociada a una estatua móvil y sollozante de la Virgen María venerada en Rottweil, en el estado de Baden-Württemberg, Alemania. La fama de la imagen la ha llevado a recibir visitas de peregrinos procedentes de Alsacia, el lago de Constanza y Suiza.

## Historia

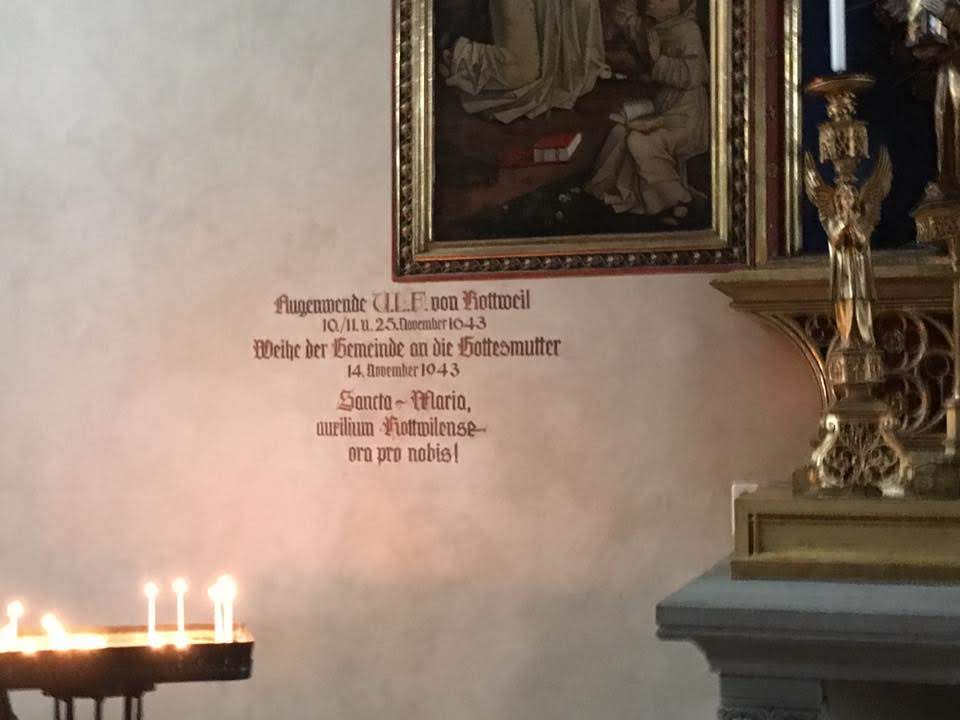
Inscripción próxima al altar donde se custodia la imagen.

En 1643, la ciudad de Rottweil estaba bajo asedio por las tropas francesas con motivo de la guerra de los Treinta Años. Tal y como consta en un documento dominicano auténtico, 300 ciudadanos rezaron sin cesar el rosario ante la estatua de la Madona en la iglesia que la custodiaba, bajo la orden de los dominicos. El 10 de noviembre, varios testigos (al menos 42) vieron cómo la talla palidecía y dirigía la vista al cielo para después posar sus ojos sobre la ciudad, con algunos declarando haber oído hablar a la imagen. Quince días después de este acontecimiento, el cual presenciaron tanto católicos como no católicos, el rostro de la estatua enrojeció y los ojos volvieron a moverse, derramando algunas lágrimas; al mismo tiempo, los ejércitos de Francia y del ducado de Sajonia-Weimar eran derrotados por las tropas bávaras en la batalla de Tuttlingen, siendo la victoria atribuida a la intercesión de la Virgen María.
La talla permaneció en la iglesia de la orden dominicana hasta 1802, cuando se produjo la secularización de Alemania y el monasterio fue disuelto y la iglesia confiscada por el reino de Wurtemberg. La estatua fue transferida a la principal iglesia católica de la ciudad, la Heilig-Kreuz-Münster, llevándose a cabo una procesión solemne el 29 de diciembre del mismo año con motivo del cambio de ubicación, mientras que la iglesia dominicana se convertiría posteriormente en la iglesia protestante de la ciudad, la Predigerkirche, aunque la imagen sería devuelta a la misma desde el 5 de marzo de 2016 hasta el 24 de septiembre de 2017 con motivo de la restauración de la Heilig-Kreuz-Münster.